# Eclipse (telenovela)
Eclipse es una telenovela mexicana dirigida por Julio Castillo y producida y protagonizada por Silvia Pinal para la cadena Televisa. Fue exhibida por El Canal de las Estrellas del 30 de abril al 12 de octubre de 1984.
La telenovela fue protagonizada por la misma Silvia Pinal y Joaquín Cordero y antagonizada por Ofelia Guilmáin.

## Elenco
- Silvia Pinal† - Magda
- Joaquín Cordero† - Emmanuel
- Eduardo Palomo† - Fernando
- Ofelia Guilmáin† - Virginia
- Augusto Benedico† - Mateo
- Pilar Souza - Concepción
- Sergio Klainer - Atilio Greco
- Blanca Sánchez† - Alicia
- Antonio Miguel - Néstor
- Eugenia Avendaño† - Isabel
- Fernando Balzaretti†  - Simón
- Martha Roth† - Amalia
- Martha Verduzco - Carmen
- Lourdes Munguía  - Lourdes
- Wolf Rubinsky† - Diego
- Rosita Salazar Arenas  - Cecilia
- Polly - Pilar
- Marcelo Romo† - Carlos